# Erateina artemis
Erateina artemis là một loài bướm đêm trong họ Geometridae.